# Jesus Luz
Jesus Pinto de la Luz, conegut simplement com a Jesus Luz   (Rio de Janeiro, 15 de gener de 1987), és un discjòquei, model i actor brasiler.

## Carrera
És fill d'una perruquera i d'un funcionari públic, i rebesnet de Raimundo Teixeira Mendes (qui va dissenyar l'actual bandera del Brasil). Es va formar al Colégio Pedro II i la Casa das Artes de Laranjeiras. Després, va iniciar-se en el modelatge a la seva ciutat natal, Rio de Janeiro. Segons va contar, va ser descobert per un caçatalents i el seu primer treball va ser en una desfilada en el Fashion Rio del 2007. El seu agent era Sérgio Mattos. Gràcies a això, va aconseguir una projecció mediàtica considerable, fins i tot a escala internacional.
El 2009, va desfilar per a la marca Dolce & Gabbana durant la setmana de la moda a Milà. També va ser inclòs en el vídeo musical de «Celebration» de Madonna com a DJ. A l'inici del 2010, va signar un contracte amb Record Entretenimento per al llançament d'un primer disc titulat Jesus Luz From Light. El 2012, va firmar amb Universal Music la publicació d'un segon àlbum. A més, en la faceta interpretativa, va aparèixer en el videoclip de «Caliente» de la cantant Inna i va participar en la telenovel·la brasilera Guerra dos Sexos.

## Reconeixements
El 2010, va guanyar el premi NewNowNext Awards en la categoria "Cause You're Hot". El 2011, va rebre el premi de personalitat discjòquei al Brasil.

## Vida personal
El desembre del 2008, en una sessió fotogràfica per a la revista W, va conèixer la cantant estatunidenca Madonna, de qui va ser parella fins al febrer del 2010. Es van separar per la diferència d'edat i la manca d'interessos en comú.
El 2015, va començar a sortir amb la també DJ Carol Ramiro. Van tenir una filla anomenada Malena quatre anys més tard, malgrat que el 2018 havien sorgit rumors de separació. El 30 de març del 2021, en un viatge a Fernando de Noronha, Luz li va demanar matrimoni. Amb tot, van deixar la relació el juliol del 2022 i ell en va encetar una de nova adés amb Aline Campos. El març següent, però, ella va fer públic que havien arribat a un punt de mera amistat.
Ha estat seguidor de la càbala.

## Filmografia

### Televisió
| Any  | Títol                  | Personatge              | Notes                       |
| ---- | ---------------------- | ----------------------- | --------------------------- |
| 2012 | Aquele Bejo            | Zé Bonequeiro           | Episodi: "25 de janeiro"    |
| 2012 | Guerra dos Sexos       | Ronaldo Brandão         |                             |
| 2013 | Se Eu Fosse Você       | Breno                   | Episodi: "4 de dezembro"    |
| 2013 | Ballando con le stelle | Participant             |                             |
| 2015 | Saltibum               | Participant             | Temporada 2                 |
| 2016 | Vai Que Cola           | DJ Gato / Policia Meira | Episodi: "Cassino no Méier" |
| 2017 | Dancing Brasil         | Participant             | Temporada 2                 |
| 2020 | Reality Z              | Lucas                   |                             |

### Cinema
| Any  | Títol                  | Personatge | Notes        |
| ---- | ---------------------- | ---------- | ------------ |
| 2012 | Luz da Lua             | Ballarí    | Curtmetratge |
| 2015 | Vai que Cola - O Filme | DJ Gato    |              |
| 2017 | Amor.com               | Ell mateix |              |
| 2021 | The Journey            | Sérgio     |              |

## Discografia

### Àlbums d'estudi
- Every Single Girl Tonight (2011)
- Dancefloor Is My Judge (2011)
- Running Man (2011)

### EP
- We Came From Light (2010)
- Feel Love Now (Remixes) (amb Miss Palmer) (2013)